# André Granet
Pour les articles homonymes, voir Granet.
André Granet, né le 6 mai 1881 à Paris où il est mort le 27 octobre 1974, est un architecte et une personnalité française de l'aéronautique.

## Biographie
Marié à Geneviève Salles (1891-1978), l'une des petites-filles de Gustave Eiffel, il est architecte en chef des bâtiments civils et des palais nationaux.
Passionné d'aviation, un domaine alors balbutiant au début du XXe siècle, il est le cofondateur avec Robert Esnault-Pelterie (1881-1957) de l'Association des industriels de la locomotion aérienne (ancêtre de l'actuel Groupement des industries françaises aéronautiques et spatiales ou Gifas). Avec lui, il sera à l'initiative de la 1re exposition de la locomotion aérienne au Grand Palais à Paris en 1909, qui deviendra l'actuel salon international de l'aéronautique et de l'espace. Il en sera le commissaire général pendant de nombreuses années, participant à la mise en scène des aéronefs. Lorsque le salon déménagera pour l'aéroport du Bourget en 1953, il sera l'architecte du nouveau bâtiment construit pour accueillir le salon.
En juin 1930, avec Roger-Henri Expert, il nommé responsable de l'éclairage de l'Exposition Coloniale Internationale de 1931. A cette occasion, il développe des solutions d'éclairage de "signalisation", "d'utilité générale", ainsi que, surtout, un éclairage décoratif. En reprenant des éléments d'inspiration coloniale, le but est de magnifier l'exposition tout en créant une unité générale entre les divers pavillons, à l'architecture parfois très différente . Les réalisations lumineuses des deux architectes sont a posteriori décrites dans le rapport général comme "la plus belle des attractions nocturnes de l'Exposition".

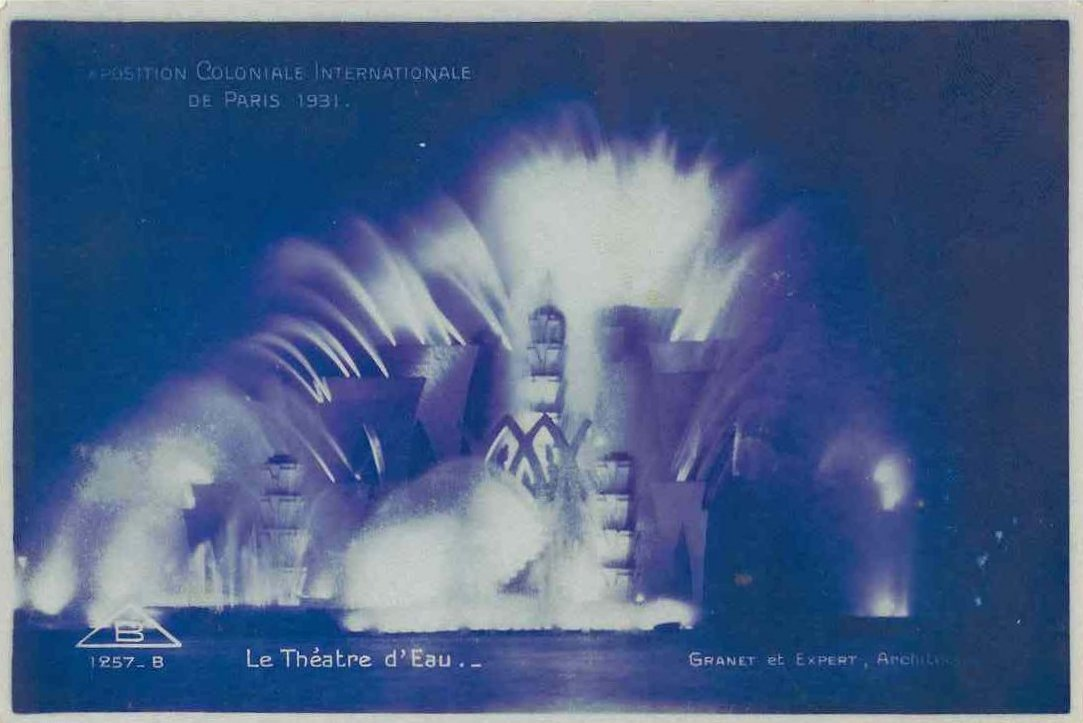
Le théâtre d'eau illuminé à l'Exposition Coloniale de 1931.

En 1938, il est domicilié au no 1 rue Rabelais à Paris. Il meurt à son domicile au no 3 rue de Constantine à Paris.
Il est le père de Solange Granet, historienne de la place de La Concorde, et le grand oncle du journaliste et éditeur François Granet.

## Distinctions
- Commandeur de la Légion d'honneur (décret du 31 octobre 1938)
- Chevalier de l'ordre de Vasa
- Chevalier de l'ordre de la Couronne

## Réalisations
- Salle Pleyel.
- Atrium Casino.
- Hôtel Splendid.
- Hall d'exposition[5].

- Illuminations de l'Exposition Coloniale Internationale (1931).Fontaine "la belle fleur", rendant hommage à la ville de Paris. Produite pour l'exposition coloniale de 1931.

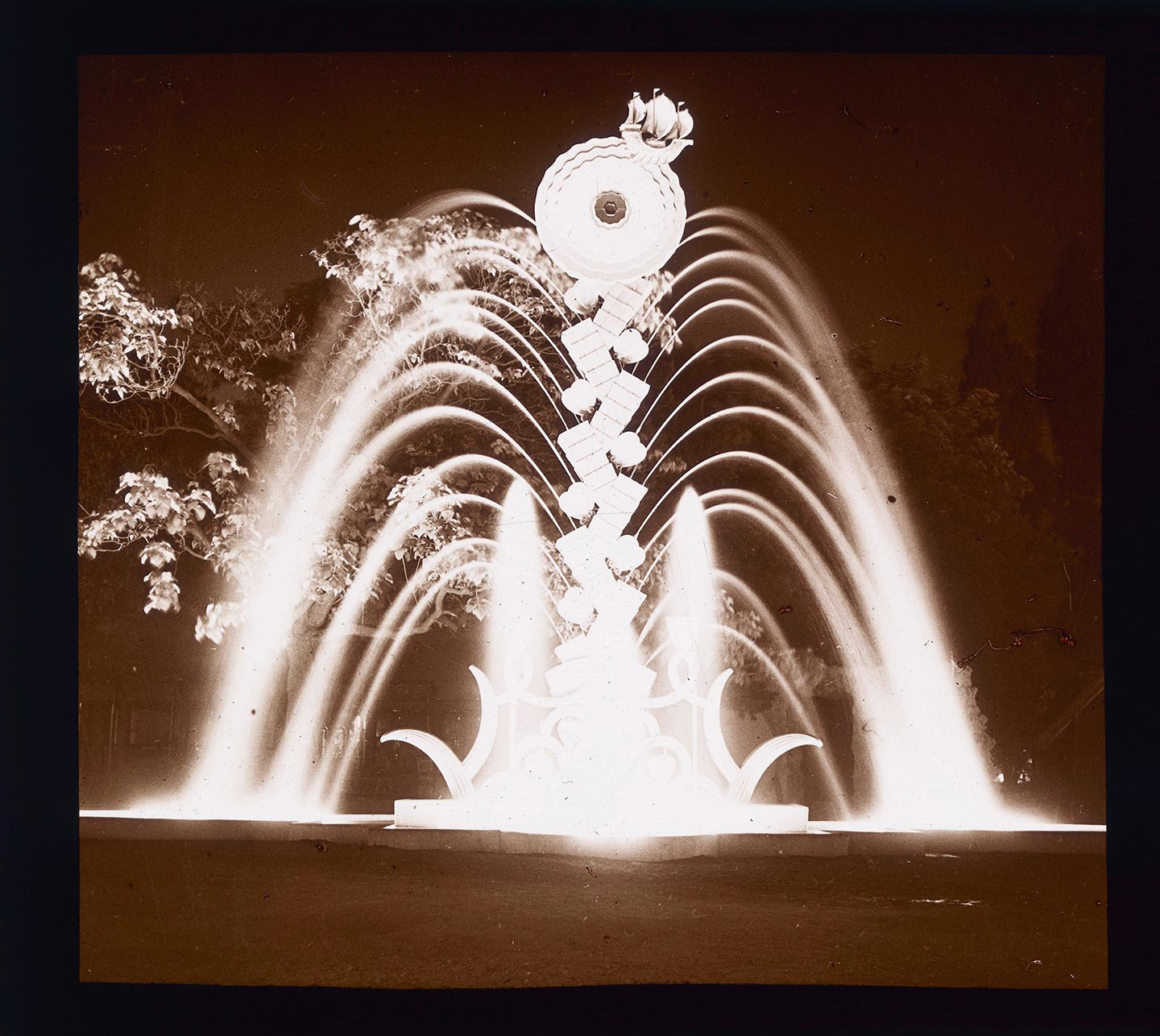
Fontaine "la belle fleur", rendant hommage à la ville de Paris. Produite pour l'exposition coloniale de 1931.

- Illuminations de la Tour Eiffel et de la rive gauche à l'exposition universelle des Arts et Techniques de la Vie Moderne (1937)[4].

- « La Villa Florentine » construite en 1905 pour M. Trussy à Maisons-Laffitte. Pont sur le Niger, Bamako (Mali), pour le compte de la Société de construction des Batignolles[6].
- plan d'un pont de Belgrade-Zemoun, Belgrade (Yougoslavie), pour le compte de la Société de construction des Batignolles[7].
- Construction ouvrières et sociales, Saint-Joseph-de-Portricq (Nantes) : cités ouvrières : transformation et agrandissement de la cité de la Baratte et construction de la cité de Launay; dortoirs, habitats collectifs et individuels, centre d’apprentissage, pour le compte de Batignolles-Châtillon[8].